# Karol Fryderyk (książę Hohenzollern-Sigmaringen)
Karl Friedrich (ur. 9 stycznia 1724 w Sigmaringen, zm. 20 grudnia 1785 w Krauchenwies) – książę Hohenzollern-Sigmaringen. Podczas jego panowania państwo to było częścią Świętego Cesarstwo Rzymskiego.
Urodził się jako najstarszy syn księcia Hohenzollern-Sigmaringen Józefa i jego żony księżnej Marii Franciszki. Na tron wstąpił po śmierci ojca 8 grudnia 1769.
2 marca 1749 poślubił swoją siostrę stryjeczną - hrabiankę Hohenzollern-Berg Joannę. Para miała dwanaścioro dzieci:
- Fryderyka (1750–1750)
- Jana (1751–1751)
- Antoniego (1752–1752)
- Fidelisa (1753–1754)
- Marię (1754-1755)
- Joachima (1755-1756)
- Józefa (1758–1759)
- Franciszka (1761–1762)
- Antoniego Alojzego (1762-1831), kolejnego księcia Hohenzollern-Sigmaringen
- Karolinę (1763–1763)
- Joannę Franciszkę (1765–1790)
- Krescentię (Kreszentia) (1766–1844)